# Палац Бандейрантів
Палац Бандейрантів (порт. Palácio dos Bandeirantes) — будівля, в якій розташоваий уряд штату Сан-Паулу та офіс губернатора штату. Будівля розташована в окрузі Морумбі у місті Сан-Паулу.
Крім того, у палаці розташований музей історії та мистецтва. Музей має велику колекцію творів бразильських художників, таких як Кандіду Портінарі, Алду Бонаеї, Джаніра, Алмейда Жуніур, Віктор Брашере, Ернесту ді Фіорі і Алейжадінью. На додаток, тут міститься колекція колоніальних меблів, шкіряних та срібних виробів. Стіни будівлі в еклектичному стилі вкриті панелями, що розповідають про історію Сан-Паулу.
| Бразилія | Це незавершена стаття з географії Бразилії. Ви можете допомогти проєкту, виправивши або дописавши її. |